# Turbočerpadlo

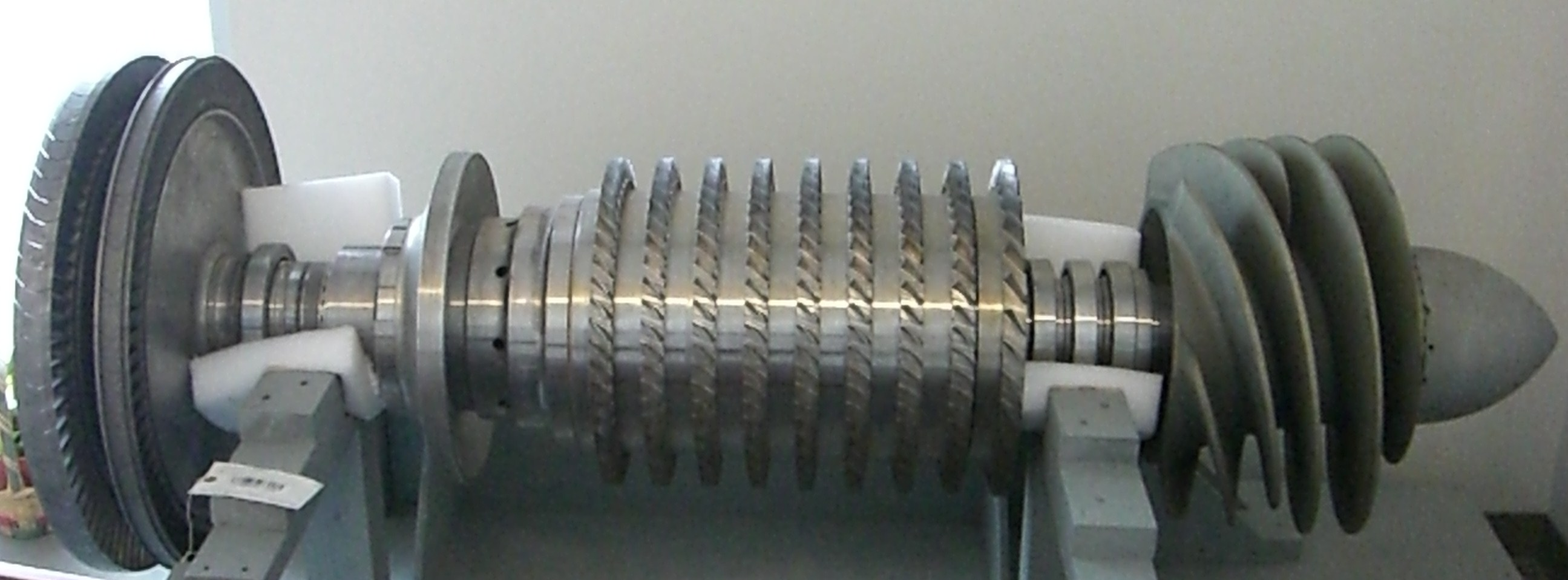
Axiální turbočerpadlo amerického raketového motoru M-1

Turbočerpadlo je rotační mechanické zařízení, které se skládá ze dvou hlavních částí: rotačního čerpadla a plynové turbíny, která pohání čerpadlo. Stroj je určen pro čerpání tekutin.
Obvykle jsou obě části namontovány na stejné hřídeli, v některých případech jsou ještě spojeny s reduktorem. Pohon turbínou se zpravidla užívá kvůli jejímu vysokému měrnému výkonu na jednotku hmotnosti. Dalším důvodem bývá využití vhodného místně dostupného paliva. Klasickou doménou využití turbočerpadel jsou rakety a plynovody.
Turbočerpadla jsou dvojího druhu:
- radiální
- axiální